# E no, e no/La stagione dell'amore
E no, e no/La stagione dell'amore è il trentaquattresimo singolo del gruppo musicale italiano Ricchi e Poveri, pubblicato nel 1980. Si tratta del primo singolo realizzato dalla Baby Records (catalogo BR 50214) dopo l'abbandono della Fonit Cetra, e anche dell'ultimo con Marina Occhiena.

## I brani

### E no, e no
E no, e no è il brano presente sul lato A del disco. Ed è la cover italiana (ma non l'unica) di Et maintenant, che è un famoso brano composto e, originariamente, inciso da Gilbert Bécaud nel 1961. Mentre l'adattamento in italiano è di Marina Occhiena, il testo originale è del poeta Pierre Delanoë.
Altre versioni italiane del brano sono: Che mai farò (testo di Michele Straniero), E adesso io (testo di Livio Musso), Senza di te (testo di Herbert Pagani) e Se tu lo vuoi (testo di Gennaro Mambelli).

### La stagione dell'amore
La stagione dell'amore è il brano presente sul lato B del disco. Mentre il testo è scritto da Cristiano Minellono con la collaborazione di Fred Jay, la musica è composta da Pino Donaggio.

## Tracce
Lato A
1. E no, e no (Et maintenant) – 3:58 (edizioni musicali Curci)

Lato B
1. La stagione dell'amore – 3:35 (edizioni musicali Number Two/Sugar Verlag)

## Staff artistico
- Ricchi e Poveri (Angela Brambati, Angelo Sotgiu, Franco Gatti, Marina Occhiena) – voci
- Franco Gatti – chitarra
- Angelo Sotgiu – chitarra 12 corde
- Mats Björklund – arrangiamenti